# Station Bad Salzhausen
Station Bad Salzhausen is een spoorwegstation in de Duitse plaats Bad Salzhausen (deel van gemeente Nidda).
Het station ligt aan de spoorlijn Beienheim – Schotten.